# 特技玩家
《特技狂人》（英語：The Fall Guy）是一部2024年美國動作喜劇片，由大衛·雷奇執導，德魯·皮爾斯撰寫劇本，改編自葛倫·A·拉森開創的1980年代同名電視劇。電影由雷恩·葛斯林、艾蜜莉·布朗、亞倫·強森、溫斯頓·杜克、漢娜·沃丁厄姆和史蒂芬妮·許主演。故事講述一名飽經風霜、已過巔峰的特技演員因以往合作的影星失蹤，導致自己牽扯上一連串的麻煩。
《特技狂人》由環球影業發行，2024年5月3日在美國上映；影評界口碑正面，但票房表現不佳。

## 劇情
好萊塢特技演員寇特·席佛是著名動作明星湯姆·萊德的替身演員。 然而，他在一次失誤的特技表演中受了重傷，並放棄了自己的職業生涯和攝影師女友裘蒂·莫雷諾。
十八個月後，湯姆的電影製片人蓋兒·梅耶聯繫了現在一家墨西哥小餐館當泊車服務員的寇特，透露裘蒂正在執導自己的導演處女作——科幻史詩片《金屬風暴》（Metalstorm），並希望寇特前往悉尼加入製作。到達片場後，寇特才得知裘蒂從未要求過他前來，並且仍然對他們的分手感到憤怒，而這部電影更是裘蒂試圖透過巧妙但不隱諱的拍攝方式地表達她對寇特的不滿。
蓋兒透露湯姆在與毒販發生口角後失蹤，她希望寇特能在他的缺席導致這部已經超預算的電影腰斬之前找到他。寇特不希望裘蒂的導演處女作被毀，於是衹好尋找湯姆。他首先去了湯姆的公寓，在那裡他被湯姆的女朋友伊姬「襲擊」。她為他提供了線索，因此他去了一家夜總會，在那裡他遇到了毒販杜恩，杜恩欺騙寇特喝下了摻有致幻藥物的雞尾酒。在與毒販打架後，他來到湯姆的飯店房間，在裝滿冰塊的浴缸裡發現了一具屍體。當寇特和警察一起返回時，他卻發現屍體不見蹤影。
同時，隨著《金屬風暴》的製作繼續進行，寇特和裘蒂開始重燃他們的關係，直到蓋兒突然通知他必須返回美國。寇特卻繼續透過追蹤湯姆的私人助理艾瑪·米蘭來尋找湯姆。他們都遭到了尋找阿瑪看管的湯姆手機的人攻擊。寇特在悉尼街頭進行了一場長時間的飛車追逐後擊敗了他們，其中還在一輛垃圾車上打鬥。他和他的老朋友兼《金屬風暴》的特技協調員丹·塔克在湯姆的公寓解鎖了手機。他們發現了一段醉酒的湯姆意外殺死了他以前的替身演員亨利·埃雷拉的影片。追隨者攻擊寇特和丹，並用霰彈槍子彈摧毀了手機。
丹逃脫了，但寇特被抓獲並與湯姆見面，湯姆按照蓋兒的指示躲在遊艇上。他透露蓋兒正在利用深度偽造技術將犯罪影片中湯姆的臉替換為寇特的臉，從而陷害寇特當替死鬼。湯姆還透露，他策劃了寇特和亨利的“意外”，因為他對他們感到不滿，讓他認為自己因為不想做自己的特技而變得懦弱。亨利的屍體被發現，經過修改的影片亦在新聞媒體上發布，而蓋兒試圖讓裘蒂相信寇特有罪。寇特在一場小船追逐後被認為畏罪自殺，但他其實游了上岸。
第二天，湯姆和他的手下們來到了《金屬風暴》片場，製作繼續進行。寇特秘密回到片場，讓裘蒂相信自己是無辜的。他們決定一起欺騙湯姆參與不敢做的飛越峽谷特技，並在他連接領夾麥克風的情況下招供。其餘工作人員在丹的帶領下抵擋住了湯姆的手下。蓋兒持槍竊取了錄音，並試圖與湯姆一起乘坐直升機逃跑，但裘蒂幫助寇特在半空中跳上直升機。 他取回錄音並跌倒在丹準備的防撞墊上，而直升機墜毀，蓋兒和湯姆也在機上。
《金屬風暴》的預告片在聖地牙哥動漫展上首映，傑森·摩莫亞取代湯姆成為主角，這部電影最終成為票房熱門。寇特被無罪釋放，與裘蒂亦重歸於好。
在片尾彩蛋中，兩位裝扮成警察的道具人員前來包圍了蓋兒和湯姆，促使湯姆在打電話給他的經紀人時跑向特技煙火，結果不小心引爆了自己。

## 演員
- 雷恩·葛斯林飾演寇特·席佛（Colt Seavers）
- 艾蜜莉·布朗飾演裘蒂·莫雷諾（Jody Moreno）
- 亞倫·強森飾演湯姆·萊德（Tom Ryder）
- 溫斯頓·杜克飾演丹·塔克（Dan Tucker）
- 汉娜·沃丁厄姆飾演蓋兒·梅耶（Gail Meyer）
- 史蒂芬妮·許飾演阿瑪·米蘭（Alma Milan）
- 泰瑞莎·帕瑪飾演伊姬·史塔爾（Iggy Starr）

此外，在原版電視劇詮釋寇特和裘蒂的李·梅傑斯及希瑟·托馬斯在片尾客串，飾演警察。傑森·摩莫亞則以本人身份客串演出（未掛名）。

## 製作
2010年7月，據《洛杉磯時報》報導，一部改編自1980年代電視劇《特技獵人》的電影正在開發中。夢工廠與製片人瓦爾特·帕克斯和蘿拉·麥當勞將參與製作，馬丁·坎貝爾洽談執導。2013年9月，巨石強森洽談出演男主角，而麥克G洽談執導。2020年9月，據報導稱雷恩·葛斯林將與大衛·雷奇合作出演一部由環球影業發行的未定名特技演員電影。2022年9月，艾蜜莉·布朗參演。2022年10月，亞倫·強森和史蒂芬妮·許參演。2022年11月，溫斯頓·杜克、汉娜·沃丁厄姆與泰瑞莎·帕瑪參演。

### 拍攝
電影2022年10月在迪士尼澳大利亞製片廠開始進行主體拍攝。2022年10月20日，劇組在古爾本街停車場進行夜間拍攝，葛斯林被媒體拍到留著鬍子及凌亂的長髮。2023年1月22日，雪梨海港大橋白天關閉數小時，用於拍攝葛斯林相關的戲份。

## 發行
《特技玩家》定於2024年5月3日美國上映。此前曾定於2024年3月1日。

## 迴響

### 評價
本片在影評界獲得正面為主的評價，其中以演員表現、動作橋段、結合多樣主題備受好評，爛番茄根據374條評論，本片獲得81%的新鮮度，平均得分7.1／10，觀眾的好評度獲得77%，均分3.9／5。在Metacritic上，本片獲得73分。

### 票房
美国首周末获得2774万美元名列第一位。
| 上一届： 《挑戰者》 | 2024年美國週末票房冠軍 第18週 | 下一届： 《猩球崛起：王國誕生》 |

## 外部連結
- 互联网电影数据库（IMDb）上《特技玩家》的资料（英文）
- Box Office Mojo上《特技玩家》的資料（英文）
- Metacritic上《特技玩家》的資料（英文）
- 爛番茄上《特技玩家》的資料（英文）
- AllMovie上《特技玩家》的资料（英文）
- 開眼電影網上《特技玩家》的資料（繁體中文）
- 豆瓣电影上《特技玩家》的資料 （简体中文）